# Ђенералштабна карта Краљевине Србије
Ђенералштабна карта Краљевине Србије је катастар старих топографских карата Србије у 94 секције, који је у размери 1:75.000 настао за потребе Главног ђенералштаба војске и административне управе Краљевине Србије. Карте катастра израдило је и штампало Географско одељење Главног ђенералштаба 1893. и 1894. године у Београду. Овај катастар топографских карата је веома важан за познавање ранијих географских одлика овог подручја, пошто представља резултат првог специјалног картирања Србије штампаног у земљи.
На мапама катастра је представљена тадашња Србија, те из њега недостају карте Старе Србије (са подручјима Косова и Санџака, тада деловима Османског царства) и Војводине (која је била у саставу Аустроугарске). Листови катастра се данас чувају у архиву Народне библиотеке Србије, а доступни су и путем интернета.